# Теодор I Цариградски
Свети Теодор је патријарх Цариградски и хришћански светитељ. Рођен је у Цариграду где је и стекао образовање. Био је презвитер цркве Свете Софије (данас Аја Софија). Након тога је постао сингел (члан патријаршијског савета), а након тога и скевофилакс. Након смрти дотадашњег Цариградског патријарха Константина I Цариградског (675—677) на захтев византијског цара Константина IV и архијерејског сабора Теодор је изабран за новог патријарха 677. године. Патријар хе био до краја 679. године када је смењен, а на његово место постављен Георгије I Цариградски. Након смрти свог наследника Георгија, почетком 686. године Теодор је поново постављен за Цариградског патријарха. По други пут је био патријарх до децембра 687. године када је и преминуо.
Српска православна црква слави га као светитеља 27. децембра по црквеном, а 9. јануара по грегоријанском календару.